# Bernd Ruf

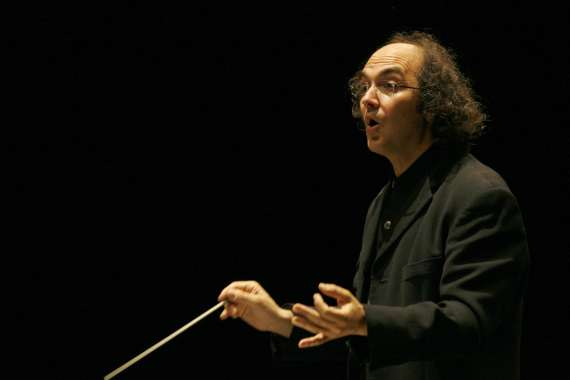
Bernd Ruf (2008)

Bernd Ruf (* 27. September 1964 in Offenburg) ist ein deutscher Dirigent, Klarinettist, Saxophonist, Produzent und Dozent. Er arbeitet im Grenzbereich von Klassik, Jazz, Neuer Musik, Rock und Weltmusik. 2004 wurde er als Professor auf den neu eingerichteten Lehrstuhl für Popular-, Jazz-, Weltmusik und Musikbusiness an die Musikhochschule Lübeck berufen.

## Leben und Werk
Ruf wuchs im badischen Gengenbach in einem musikalischen Umfeld mit klassischer und populärer Musik auf. In seinen beiden letzten Schuljahren besuchte er schulbegleitend einen zweijährigen Dirigierkurs. Nach dem Abitur studierte Bernd Ruf in Stuttgart und Frankfurt Schulmusik, Diplom-Musiklehrer, Jazz- und Popularmusik, Kapellmeister und Musikwissenschaft. Bernd Ruf dirigierte nach seinem Kapellmeisterstudium Musicals (Miss Saigon, Les Misérables, Tanz der Vampire, Disneys Die Schöne und das Biest, Der König der Löwen), assistierte Dennis Russell Davies beim Stuttgarter Kammerorchester und den Salzburger Festspielen und übernahm bei den Stuttgarter Philharmonikern von 1999 bis 2004 die Konzeption und Leitung verschiedener Jugendkonzerte. Als freier Dirigent entwickelte er die Crossover Symphonies, spezielle Orchesterprogramme mit afrikanischen, asiatischen und lateinamerikanischen Musikern, mit Jazz- und Rockmusikern. Für den Komponisten und Geiger Gregor Hübner dirigierte er einige Uraufführungen in Stuttgart mit dem Stuttgarter Kammerorchester und in New York mit dem German-American Chamber Orchestra. Er gastierte u. a. beim SWR Rundfunkorchester Kaiserslautern, der NDR Radiophilharmonie Hannover und den Bochumer Symphonikern. Bei der Staatskapelle Halle, der Jenaer Philharmonie und der Württembergischen Philharmonie Reutlingen ist Bernd Ruf regelmäßiger Gastdirigent. In seinen orchestralen Crossoverprojekten arbeitete er u. a. mit Jon Lord (Deep Purple), Roger Hodgson (Supertramp), Ian Anderson (Jethro Tull), Paul McCartney, Randy Brecker, Joe Lovano und Charlie Mariano. Bei den Händel-Festspielen in Halle konzipiert und dirigiert er die jährlich stattfindende Open-Air-Großveranstaltung Bridges to the Classics. Als Music Director leitet Bernd Ruf seit 1999 das GermanPops Orchestra und das European Art Orchestra. Beide Orchester haben sich durch ihre Studioarbeit einen internationalen Namen gemacht und spielen regelmäßig Klassik-, Crossover-, Film- und Pop-Produktionen für internationale Platten-Labels ein. Ruf dirigierte verschiedene Orchestersoundtracks für Kino, Fernsehen und Games (Siedler, Anno, SpellForce, ParaWorld, Battleforge, Darksiders, House of the Lion).
Als Klarinettist bezieht Ruf Einflüsse aus Spielweisen des Klezmers, Jazz, südosteuropäischer Volksmusik und Klassik. Improvisation ist ein wesentliches Element seiner Musik. 1987 ist Bernd Ruf in das zwei Jahre zuvor in Ravensburg gegründete Ensemble Tango Five eingetreten, welches von 1995 bis 2014 in der unveränderten Besetzung mit Gregor Hübner (Violine), Veit Hübner (Bass), Karl Albrecht Fischer (Klavier) und Bernd Ruf (Klarinette) spielte. Zahlreiche Tourneen führten das Ensemble in die USA, nach Südamerika, Georgien und durch Europa. Tango Five spielte einerseits szenische Musik-Comedy-Programme, in denen die vier Interpreten mit unterschiedlichsten Instrumenten und A-cappella-Gesang ironisch kleine Geschichten musikalisch stilübergreifend erzählten. Andererseits spielte Tango Five eine Musik, die ihre Wurzeln in südosteuropäischer Volksmusik, Klezmer, Gypsy, Tango, Klassik und Jazz hat. Für Konzerte mit rein instrumentalen Programmen und ihre CD Balkan Tales – Out of Beograd gab sich das Ensemble einen zweiten Namen: ASSAI.
Die Zusammenarbeit von Tango Five mit dem Bandoneonisten Raúl Jaurena begann 1998 mit der CD-Produktion Obsecion. Es folgten Auftritte bei den Tango-Festivals in Montevideo und Buenos Aires. Ein Jahr später konzipierte und dirigierte Ruf für das ORF Radio-Symphonieorchester Wien seine erste „Crossover-Symphony“, die „Latin Symphony“, in der Jaurena sein Debüt als Bandoneon-Solist bei einem europäischen Orchester gab. Es folgten weitere gemeinsame Tourneen, die „Symphonic Tango Night“ mit den Stuttgarter Philharmonikern und der Tango-Abend „Amando a Buenos Aires“, welcher mehrere Wochen im Friedrichsbau-Varieté in Stuttgart aufgeführt wurde. Unter dem Formationsnamen Jaurena Ruf Project spielen Bernd Ruf und Raul Jaurena seit 2007 als festes Duo zusammen (bis 2021).
Seit 2004 leitet Ruf den Bereich Popularmusik, Jazz und Weltmusik an der Musikhochschule Lübeck. Dort entwickelte er das „Lübecker Modell“, bei dem Jazz und Pop nicht als eigenständiger Studiengang unterrichtet werden, sondern als fester Bestandteil in die klassischen Studiengänge hinein wirken. Im Wintersemester 2006 übernahm er kommissarisch die Institutsleitung Schulmusik, seit Wintersemester 2008 ist er stellvertretender Institutsleiter. Im Mai 2011 übernahm er das Amt des Vizepräsidenten.
Von 2021 bis 2024 war Ruf künstlerischer Leiter des Kursprogramms der Studienvorbereitenden Ausbildung Jazz-Rock-Pop des Landesverbandes der Musikschulen in Schleswig-Holstein. Seit 2024 fungiert er als Schirmherr des Programms. Die Musiker Ivo und Ilja Ruf sind seine Söhne.

## Auszeichnungen
- 2021: Nominiert für Opus Klassik als „Dirigent des Jahres“ für das Album East West Symphony
- 2016: Golden Melody Award (Taiwan) für Winter Endless als Dirigent mit Sodagreen und dem GermanPops Orchestra
- 2004: Platin-Auszeichnung für Pur klassisch – Live Auf Schalke 2004 als Dirigent
- 2002: Grammy-Nominierung als Dirigent in der Kategorie „Best Classical Crossover Album“ für die CD – Produktion „Paquito D’Rivera – The Clarinetist“
- 1999: Stipendiat der Kunststiftung Baden-Württemberg
- 1995: Stipendiat der Herbert von Karajan-Stiftung
- 1992: Kleinkunstpreis Baden-Württemberg (3. Platz) für Tango Five
- 1991: Ravensburger Kupferle (Kleinkunstpreis) für Tango Five

## Diskografie

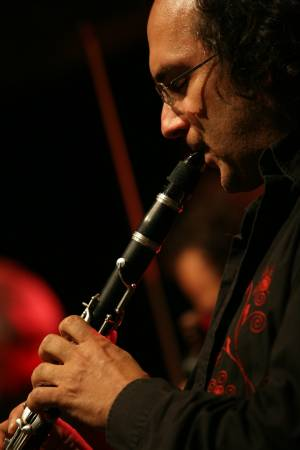
Bernd Ruf (2009) / Fotograf: Béla Markó

| Jahr | Art        | Titel                                              | Interpreten | Label                                      | Bernd Ruf als                                                          | Awards / Nominations |
| 2021 | CD         | East West Symphony                                 | Fumio Yasuda | GP Arts                                    | Dirigent / Produzent                                                   | Nominierung für Opus Klassik 2021 in den Kategorien „Dirigent des Jahres“, „Ensemble/Orchester des Jahres“, „Klassik ohne Grenzen“ und „Weltersteinspielung“. |
| 2021 | CD         | Ilja_19 acoustic album                             | Ilja Ruf | GP Arts                                    | Produzent                                                              | Nominierung für den Preis der deutschen Schallplattenkritik, Longlist 2/2021, Kategorie „Sänger Songwriter“ |
| 2021 | CD         | Klezmer Tales – Wandering Steps                    | Vagabund | WaldZimmer Records                         | Produzent                                                              | |
| 2021 | CD         | Mandala                                            | Vox Mandala, MHL-Vocalband, Bernd Ruf | CHAOS                                      | Dirigent, Klarinettist / Produzent                                     | |
| 2020 | CD         | KUNG's Vol. 1                                      | Yu Chi Kung, Piano; GermanPops Orchestra, Bernd Ruf (Dirigent) | Universal Music Taiwan                     | Dirigent                                                               | |
| 2019 | CD         | Anno 1800: Original Game Soundtrack                | Brandenburgisches Staatsorchester Frankfurt/Oder; Bernd Ruf (Dirigent) | Black Screen Records / Cargo               | Dirigent                                                               | |
| 2019 | CD         | Mozart On The Road                                 | Trio ClariNoir | GP Arts                                    | Produzent                                                              | Nominierung für Opus Klassik 2020 in den Kategorien „Nachwuchskünstler/in des Jahres“, „Kammermusikeinspielung“, „Klassik ohne Grenzen“ und „Innovatives Konzert“.Nominierung für den Preis der deutschen Schallplattenkritik, Longlist 2/2020, Kategorie „Grenzgänge“ |
| 2018 | CD         | Holywood                                           | Christian Schnarr, Piano & arrangements; GermanPops Orchestra; Bernd Ruf (Dirigent) | proCreationSound                           | Dirigent                                                               | |
| 2018 | CD         | Milos und die verzauberte Klarinette               | Yxalag | GP Arts                                    | Produzent                                                              | 2019 Medienpreis „Leopold“ Gute Musik für Kinder |
| 2017 | Vinyl      | studiokonzert Jaurena Ruf Project                  | Jaurena Ruf Project: Raul Jaurena, Bandoneon; Bernd Ruf, Clarinet | Neuklang                                   | Klarinettist                                                           | |
| 2016 | DVD        | A Endless Story – Sodagreen Concert Film           | Sodagreen; GermanPops Orchestra; Bernd Ruf (Dirigent) | Willin Music Ltd. / Universal Music Taiwan | Dirigent                                                               | |
| 2016 | CD         | buxtehude_21 On The Bridge                         | Duo Danksagmüller-Ruf: Franz Danksagmüller, Orgel & Electronics; Bernd Ruf, Clarinet | GP Arts                                    | Saxophonist / Produzent                                                | |
| 2016 | CD         | Ein Wintermärchen                                  | Max Raabe, Gregor Meyle, Katharina Thalbach, Cassandra Stehen, Thomas Quasthoff, Albrecht Mayer, Israel 'IZ' Kamakawiwo'ole; Deutsches Filmorchester Babelsberg; Bernd Ruf, Dirigent               | Panorama (Universal Music)                 | Dirigent                                                               | |
| 2016 | CD         | Matthias Arfmann Presents Ballett Jeunesse         | Matthias Arfmann, Dforb, Onejiru, Krs One, Kele; Filmorchester Babelsberg; Bernd Ruf (Dirigent) | Universal Music Classics                   | Dirigent                                                               | |
| 2016 | Game       | Stellaris – Base Game                              | Brandenburgisches Staatsorchester Frankfurt/Oder; Bernd Ruf (Dirigent) | paradox Development Studio                 | Dirigent                                                               | |
| 2015 | Game       | Anno 2205                                          | Brandenburgisches Staatsorchester Frankfurt/Oder; Bernd Ruf (Dirigent) | Ubisoft                                    | Dirigent                                                               | |
| 2015 | CD + Vinyl | Klezmer Tales – Filfarbike Mishpokhe               | Yxalag | GP Arts                                    | Produzent                                                              | |
| 2015 | CD         | Tango Tales – Piazzolla & Jaurena                  | Raul Jaurena, Bandoneon; Bernd Ruf, Clarinet | GP Arts                                    | Klarinettist / Produzent                                               | |
| 2015 | CD + Vinyl | Winter Endless                                     | Sodagreen; GermanPops Orchestra; Bernd Ruf (Dirigent) | Willin Music Ltd. / Universal Music Taiwan | Dirigent                                                               | Golden Melody Award 2016, Taiwan |
| 2014 | CD         | Timeless Changes – LübeckSounds Vol.1              | MHL-Bigband, Bernd Ruf (Dirigent) | CHAOS                                      | Dirigent / Produzent                                                   | |
| 2013 | CD         | Balkan Tales – Out Of Beograd                      | Peter Stan, accordeon; Assai (formerly known as Tango Five): Gregor Hübner, Vln; Veit Hübner, db; Bobbi Fischer, pno; Bernd Ruf, clarinet                                                          | GP Arts                                    | Klarinettist / Produzent                                               | |
| 2012 | Game       | Alan Wake                                          | Staatskapelle Halle; Bernd Ruf (Dirigent) | nordic games                               | Dirigent                                                               | |
| 2012 | CD         | Klezmer Tales – Fargint Zikh                       | Yaxalag | GP Arts                                    | Produzent                                                              | |
| 2012 | CD         | Tango Tales – Angel Bailarin                       | Raul Jaurena, Bandoneon; Bernd Ruf, Clarinet | GP Arts                                    | Klarinettist / Produzent                                               | |
| 2011 | Game       | Anno 2070                                          | Staatskapelle Halle; Bernd Ruf (Dirigent) | Ubisoft                                    | Dirigent                                                               | |
| 2011 | Game       | Black Prophecy                                     | Brandenburgisches Staatsorchester Frankfurt/Oder; Bernd Ruf (Dirigent) | gamigo                                     | Dirigent                                                               | |
| 2011 | CD         | Celtic Symphony – Uisce                            | Anne Wylie Band, Jenaer Philharmonie, Bernd Ruf (Dirigent) | GP Arts                                    | Dirigent / Produzent                                                   | |
| 2011 | CD         | Klaus Doldinger Symphonic Project                  | Klaus Doldinger; Passport; Staatsphilharmonie Rheinland-Pfalz; Bernd Ruf, Dirigent | Warner Music International                 | Dirigent                                                               | |
| 2010 | CD         | African Symphony – Teme                            | Patrick Bebey, Lamellophon, Hindewhu & Vocals; Antje Birnbaum, Recitation; Bernd Ruf, Dirigent & Saxophonist; GermanPops Orchestra                                                                 | GP Arts                                    | Dirigent, Saxophonist / Produzent                                      | |
| 2010 | Game       | Anno 1404                                          | Brandenburgisches Staatsorchester Frankfurt/Oder; Bernd Ruf (Dirigent) | Ubisoft                                    | Dirigent                                                               | |
| 2010 | Game       | Darksiders                                         | Brandenburgisches Staatsorchester Frankfurt/Oder; Bernd Ruf (Dirigent) | THQ                                        | Dirigent                                                               | |
| 2010 | Game       | Die Siedler 7                                      | Staatskapelle Halle; Bernd Ruf (Dirigent) | Ubisoft                                    | Dirigent                                                               | |
| 2010 | Game       | Halo Legends                                       | Brandenburgisches Staatsorchester Frankfurt/Oder; Bernd Ruf (Dirigent) | Warner Home Video                          | Dirigent                                                               | |
| 2010 | CD         | Klezmer Tales – A Yiddishe Mame                    | Yxalag | GP Arts                                    | Produzent                                                              | |
| 2010 | CD         | Tango Tales – para vos y para mÍ                   | Raul Jaurena, Bandoneon; Bernd Ruf, Clarinet |                                            | Klarinettist / Produzent                                               | |
| 2010 | CD         | Zeitlos – Vicky Leandros                           | Vicky Leandros; Staatsphilharmonie Rheinland-Pfalz; Bernd Ruf, Dirigent | Universal Music                            | Dirigent                                                               | |
| 2009 | CD         | Schweitzer – Soundtrack                            | Staatskapelle Halle; Bernd Ruf, Dirigent | Monopol (Spv)                              | Dirigent                                                               | |
| 2008 | CD         | Musik in Deutschland 1950–2000, Neue Musik im Jazz | Richie Beirach, Piano; Gregor Hübner, Violin;Philharmonia Virtuosi New York, Bernd Ruf, Dirigent                                                                                                   | Sony Music                                 | Dirigent                                                               | |
| 2007 | CD         | Anna Margareta – Das Buxtehude-Musical             | Ensemble, Band und Orchester der Musikhochschule Lübeck; Bernd Ruf, Dirigent | MHL                                        | Dirigent / Produzent                                                   | |
| 2007 | CD         | Anno 1701                                          | Staatskapelle Halle, Bernd Ruf, Dirigent | Genuin                                     | Dirigent                                                               | |
| 2007 | CD         | Change of Pace                                     | Barbara Dennerlein, Orgel; Peter Lehel, Saxophon; Daniel Messina, Drums; Staatsphilharmonie Rheinland-Pfalz; Bernd Ruf, Dirigent                                                                   | Bebab Records (Membran)                    | Dirigent                                                               | |
| 2007 | CD + DVD   | Pur & Friends – Live Auf Schalke 2007              | Pur; Christina Stürmer; John Miles; GermanPops Orchestra; Bernd Ruf, Dirigent | Universal Music                            | Dirigent                                                               | |
| 2007 | Game       | Spellforce 2 – Dragon Storm                        | Brandenburgisches Staatsorchester Frankfurt/Oder; Bernd Ruf, Dirigent | JoWood                                     | Dirigent                                                               | |
| 2007 | Game       | Spellforce 2 – Shadow Wars                         | Brandenburgisches Staatsorchester Frankfurt/Oder; Bernd Ruf, Dirigent | JoWood                                     | Dirigent                                                               | |
| 2006 | DVD        | Best of Tango Five                                 | Tango Five |                                            | Klarinettist, Saxophonist, Akkordeonist, Gitarrist, Sänger / Produzent | |
| 2006 | CD         | Las Vegas Rhapsody                                 | Theo Bleckmann, vocal; Kammerorchester Basel; Bernd Ruf, Dirigent | Winter (Edel)                              | Dirigent                                                               | |
| 2006 | Game       | Paraworld                                          | Brandenburgisches Staatsorchester Frankfurt/Oder; Bernd Ruf, Dirigent | Sunflowers                                 | Dirigent                                                               | |
| 2005 | CD         | Heavenly Blue                                      | Fumio Yasuda, Piano; Teodoro Anzellotti, accordeon; Basel Kammerorchester; Bernd Ruf, Dirigent | Winter (Edel)                              | Dirigent                                                               | |
| 2004 | CD         | europique music                                    | Raul Jaurena, Bandoneon; Tango Five (Bernd Ruf, Klarinette; Veit Hübner, Bass; Gregor Hübner, Violine; Karl Albrecht Fischer, Piano)                                                               | Peregrina                                  | Klarinettist                                                           | |
| 2004 | CD         | In die Tiefe der Zeit                              | Ulrich Schlumberger, Akkordeon; Krassimira Krasteva, Cello;Stuttgarter Philharmoniker; Bernd Ruf, Dirigent                                                                                         | Animato                                    | Dirigent                                                               | |
| 2004 | CD / DVD   | Pur Klassisch – Live auf Schalke 2004              | Pur; Fools Garden; Heinz Rudolf Kunze; German Pops Orchestra; Bernd Ruf, Dirigent | Universal Music                            | Dirigent                                                               | |
| 2003 | CD         | Go For Gold                                        | Tango Five | Tango Five                                 | Klarinettist, Saxophonist, Akkordeonist, Gitarrist, Sänger / Produzent | |
| 2001 | CD         | Amando a Buenos Aires                              | Raul Jaurena, Bandoneon; Marga Mitchell, Gesang; Tango Five; (Bernd Ruf, Klarinette; Veit Hübner, Bass; Gregor Hübner, Violine; Karl Albrecht Fischer, Piano)                                      | Peregrina                                  | Klarinettist                                                           | |
| 2001 | CD         | Kakyoku                                            | Fumio Yasuda, Piano; Ernst Reijseger, Cello; European Art Orchestra; Bernd Ruf, Dirigent | Winter (Edel)                              | Dirigent                                                               | |
| 2001 | CD         | Paquito D’Rivera – The Clarinetist                 | Paquito D’Rivera, Klarinette; GermanPops Orchestra, European Art Orchestra, Pablo Zinger & Bernd Ruf, Dirigents                                                                                    | Peregrina                                  | Dirigent                                                               | |
| 2000 | CD         | Symphonic Tango Night                              | Raul Jaurena, Bandoneon; Marga Mitchell, Vocal; Tango Five: Bernd Ruf, Dirigent & Klarinettist; Veit Hübner, Bass; Gregor Hübner, Violin; Karl Albrecht Fischer, Piano; Stuttgarter Philharmoniker | Mediaphon                                  | Dirigent, Klarinettist / Produzent                                     | |
| 2000 | CD         | Tango Five spielt wie Waldi                        | Tango Five | Mediaphon                                  | Klarinettist, Saxophonist, Akkordeonist, Gitarrist, Sänger / Produzent | |
| 1998 | CD         | Huhn Madagaskar                                    | Tango Five | Tango Five                                 | Klarinettist, Saxophonist, Akkordeonist, Gitarrist, Sänger / Produzent | |
| 1998 | CD         | New York Stories                                   | Richie Beirach, Piano; Gregor Hübner, Violin; Richard Brice, Viola; Philharmonia Virtuosi New York; Bernd Ruf, Dirigent                                                                            | Mediaphon                                  | Dirigent / Produzent                                                   | |
| 1998 | CD         | Obsecion                                           | Raul Jaurena, Bandoneon; Tango Five: Bernd Ruf, Clarinet; Veit Hübner, Bass; Gregor Hübner, Violin; Karl Albrecht Fischer, Piano                                                                   | Satin Doll                                 | Klarinettist / Produzent                                               | |
| 1996 | CD         | Der 5. Mann                                        | Tango Five | Tango Five                                 | Klarinettist, Saxophonist, Akkordeonist, Gitarrist, Sänger / Produzent | |
| 1994 | CD         | Tango Five live                                    | Tango Five | fritz records                              | Klarinettist, Saxophonist, Akkordeonist, Gitarrist, Sänger / Produzent | |
| 1993 | CD         | Lila Kuh                                           | Tango 5 | Metronome (Universal Music)                | Saxophonist, Sänger                                                    | |
| 1991 | CD         | Badewasser                                         | Tango Five | Tango Five                                 | Klarinettist, Saxophonist, Akkordeonist, Gitarrist, Sänger / Produzent | |

## Schriften
- Bernd Ruf (Autor): Miss Saigon. Artikel in Lübbes Musical-Führer. Bergisch Gladbach: Bastei-Verlag Gustav H. Lübbe GmbH & Co. Mai 1998.
- Bernd Ruf (Autor): Phantom of the Opera. Artikel in Die Musikstunde 9/10. Frankfurt am Main: Verlag Moritz Diesterweg GmbH & Co. 1997.
- Bernd Ruf (Autor): Phantom of the Opera. Artikel in Musik und Unterricht. Seelze: Friedrich Verlag GmbH& Co., Magazine Nr. 30, Januar 1995.
- Tango Five. Württembergische Landesbibliothek 2005, ISBN 3-88282-061-6.